# Thé au jasmin

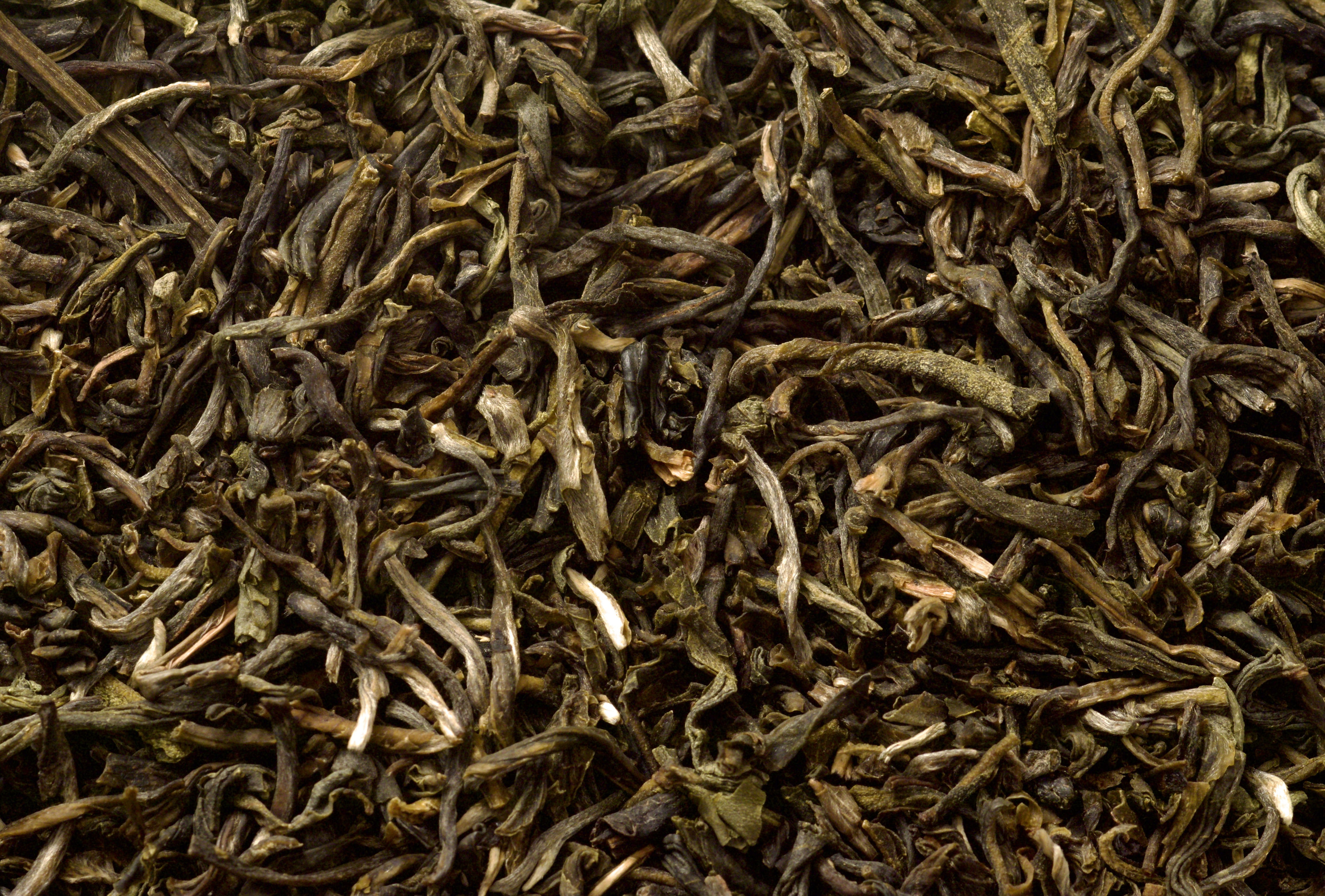
Thé au jasmin.

Le thé au jasmin (chinois : 茉莉花茶 ; pinyin : mòlihuā chá') est un thé parfumé à base de thé vert ou blanc auquel ont été ajoutées des fleurs de jasmin. Il s’agit du thé parfumé le plus populaire en Chine, qui s'exporte également en grande quantité dans plusieurs autres pays du monde.

## Histoire
Les thés parfumés avec des fleurs de jasmin sont mentionnés dans un ouvrage de la dynastie Yuan (1271-1368), parmi d'autres thés parfumés aux fleurs ou aux épices, cette pratique gagnant en popularité à cette période (même si elle trouverait son origine sous les Song). Le procédé de fabrication de thés aux fleurs apparaît ensuite dans un ouvrage daté d'environ 1370. Le thé au jasmin devient progressivement le thé parfumé le plus populaire de Chine.

## Production et fabrication
Le thé au jasmin est produit dans des zones où pousse le jasmin. 75 % de la production chinoise de jasmin provient de Hengxian dans le Guangxi, où la production de jasmin (et de magnolia) ainsi que celle des thés parfumés à ces fleurs occupe une place importante dans l'économie locale. Les marchés aux fleurs et aux thés y sont très importants, et s'y trouvent des thés importés depuis les autres principales régions productrices, qui vont être employés pour la composition des thés au jasmin aux côtés de la production locale. Les autres principales régions productrices de thé au jasmin en Chine sont Qianwei au Sichuan, Fuzhou au Fujian et Yuanjiang au Yunnan. 
Le thé employé pour fabriquer du thé au jasmin est principalement du thé vert, mais des thés wulong, noirs (« rouge » en Chine) voire sombres (« noir » en Chine) sont aussi employés.
Plusieurs méthodes de fabrication de thés aux fleurs ou au jasmin sont rapportées par des observateurs :
- K. Rougeventre : « Les fleurs en bouton sont cueillies le même jour que le thé pour une utilisation immédiate. On dépose sur une grande bâche tendue au sol une couche de 1,5 cm d'épaisseur de thé sec. On étale par-dessus une fine couche de boutons floraux, puis une nouvelle strate de thé, de nouveau des fleurs et ainsi de suite jusqu'à atteindre une hauteur totale d'environ 30 à 45 cm : plus l'empilement est haut, plus on baisse en qualité.
La chaleur biologique dégagée par les fleurs entassées entre les couches de thé, accélère l'éclosion des boutons qui libèrent alors tous leurs parfums. Les fleurs sont ensuite retirées du tas une à une, le thé est séché. L'ensemble du processus est reproduit avec une nouvelle fournée de boutons frais. Pour les thés au jasmin les plus fins, on peut répéter les opérations 5 à 6 fois. » Elle précise que les fleurs sont en général retirées des thés, seuls ceux de qualité inférieure en contenant dans le produit final[5].
- C. Barbaste, F.-X. Delmas et M. Minet : « Les feuilles destinées à la fabrication du thé vert qui servira de base au thé au jasmin sont récoltées en avril et manufacturées (...). Ce thé est ensuite stocké jusqu'au mois d'août, époque de l'année à laquelle a lieu la récolte du jasmin.
(...) La cueillette est ensuite laissée pendant 3 à 4 heures en repos, le temps que les fleurs s'ouvrent presque entièrement et que leur température s'abaisse.
De là, on procède à un premier mélange des feuilles de thé sèches et des fleurs en superposant les unes et les autres en alternance, sur quatre à cinq couches de 10 à 15 cm d'épaisseur chacune. Feuilles de thé et fleurs sont ainsi laissées en contact pendant une dizaine d'heures, et régulièrement, l'ensemble est brassé afin de faire baisser la température à l'intérieur du tas (...). Les fleurs sont ensuite retirées une à une à la main, plus ou moins finement selon la qualité du thé visé, et les feuilles sont mises à sécher sur des clayettes. » L'opération peut être répétée jusqu'à 7 fois pour les meilleurs thés aux fleurs[6].
- M. L. et R. J. Heiss : « Aujourd'hui, l'art de parfumer le thé se perpétue, notamment dans les environs de la ville de Changle, dans la province du Fujian. Des compétences pointues sont nécessaires pour créer ces jolis thés, ainsi que la patience nécessaire pour permettre au processus de parfumage naturel de se dérouler lentement et correctement. Le thé parfumé le plus populaire est le thé au jasmin, et dans cette procédure, des fleurs de jasmin fraîches sont mélangées avec des feuilles de thé semi-traitées (appelées zao pei) plusieurs fois au cours de plusieurs jours ou semaines. Le résultat est un thé superbement parfumé : chaque lot de thé peut nécessiter jusqu'à dix livres de fleurs fraîches pour chaque livre de zao pei. En fait, les plus hautes qualités de thé au jasmin peuvent être parfumées jusqu'à neuf fois différentes et peuvent prendre près d'un mois pour être correctement parfumées[7]. »

Parmi les variétés les plus anciennes et réputées de thé au jasmin se trouvent les « Perles de Jasmin » produites au Fujian, qui doivent leur nom à leur forme arrondie, obtenue par un roulage à la main. Certaines fausses Perles de Jasmin sont produites au Viet-Nam, et de qualité médiocre,.

## Consommation
Le thé au jasmin est très consommé en Chine, en particulier dans les provinces du Nord qui consomment 70 % du thé au jasmin chinois, en particulier au Liaoning et au Shandong. Dans la plupart des provinces cependant la consommation a tendance à régresser ces dernières années.
Environ un tiers de la production de thés au jasmin chinois s'exporte : principalement vers le Japon, la Russie, Singapour, Hong-Kong, les États-Unis, l'Europe.
La plupart des thés vendus en brique ou en bouteille en Asie du Sud-Est sont des thés au jasmin. 
Dans ces pays à minorités chinoises où la préparation du thé est réservée aux cérémonies particulières, ils représentent une part très importante de la consommation totale de thé.